# Pascoea thoracica
Pascoea thoracica là một loài bọ cánh cứng trong họ Cerambycidae.